# Новожаново (станция)
Новожа́ново — грузовая станция Харьковского железнодорожного узла ЮЖД. Расположена на Новожановской улице в Новобаварском районе Харькова в местности Новожаново.
Расстояние до станции Харьков-Пассажирский — 3 км, Основа — 4 км, Новая Бавария — 3 км.
На станции останавливаются только пригородные поезда.
В 300 метрах от станции находится конечная остановка трамвая «Новожаново» и железнодорожная платформа 7 км на перегоне Новая Бавария — Диканёвка (платформа).

## История
Станция была открыта в 1927 году для обслуживания строительства и дальнейшей эксплуатации Харьковского коксохимического завода. 
2 октября 1934 г. на перегоне Новожаново - Основа произошла железнодорожная катастрофа. Товарный поезд № 736 налетел на поезд № 910, было разбито 24 и повреждено 14 товарных вагонов, разрушен паровоз и погиб смазчик. Выездная сессия Верховного Суда СССР приговорила дежурного по станции Василия Онуфриевича Линника к расстрелу, сигналиста Карпа Матвеевича Юношева к лишению свободы на 5 лет, стрелочника Давида Макаровича Павленко - к 3 годам лишения свободы.
Станция была электрифицирована в 1958 году во время электрификации Харьковского железнодорожного узла.

## Путевое развитие
Станция имеет 5 приёмно-отправных путей, расположенных в двух парках.
От станции отходит электрифицированная соединительная ветка к линии Харьков-Пассажирский — Мерефа.

## Сооружения
На платформе расположен павильон открытого типа для пассажиров. В северной горловине станции находится надземный пассажирский переход через пути.